# Motazz Moussa
Motazz Moussa (n. 1967) es un político sudanés que se desempeña como primer ministro de Sudán desde el 10 de septiembre de 2018 hasta el 23 de febrero de 2019.

## Carrera
Se graduó de la Facultad de Economía de la Universidad de Jartum a principios de la década de 1990. Tiene dos maestrías, una de ellas de traducción de la Universidad de Jartum y otro en ciencias políticas en la Universidad Al-Zaim al-Azhary.
A principios de la década de 1990, fue uno de los fundadores del Centro Nacional de Producción de Medios y la Unidad de Construcción de Presas. Anteriormente en el Ministerio de Asuntos Exteriores, trabajó en la Embajada de Sudán en Alemania antes de convertirse en embajador.
Fue ministro de recursos hídricos y electricidad entre diciembre de 2913 y septiembre de 2018.
En 2018 fue designado primer ministro por el presidente Omar Hasán Ahmad al Bashir, en reemplazo de Bakri Hasán Saleh, luego de que gobierno fuera disuelto por escasez de pan, combustible y divisas. Formó un nuevo gobierno el 14 de septiembre.